# Das Tagebuch einer Verlorenen (1918)
Tagebuch einer Verlorenen (Alternativtitel: Das Tagebuch einer Toten und Ein Berliner Zeitbild aus dem Jahre 1914) ist ein deutsches Filmdrama von Richard Oswald aus dem Jahr 1918. Das Drehbuch dieses Stummfilms beruht auf dem gleichnamigen Roman von Margarete Böhme aus dem Jahr 1905.

## Handlung
Die Apothekertochter Thymian Gotteball wird von Provisor Meinert, einem der Angestellten ihres Vaters, verführt und geschwängert. Nach der Geburt ihres Kindes wird sie von der eigenen Familie verstoßen und in eine Erziehungsanstalt eingewiesen. Dadurch gerät sie immer mehr ins soziale Abseits. Erst als ein alter Graf sich ihrer annimmt und sie heiratet, erhält sie Zugang sowohl zu adligen als auch wieder zu ihren bürgerlichen Kreisen.

## Hintergrund
Produktionsfirma war die Richard Oswald-Film GmbH Berlin (Nr. 121). Die Bauten erschuf August Rinaldi.
Der Film wurde der Polizei Berlin im Juli 1918 in einer Fassung von sechs Akten auf 2.201 Metern vorgelegt. Trotz erheblicher Kürzungen auf 1.934 Meter, ca. 94 Minuten, (und weiterhin sechs Akten) erhielt der Film nicht nur ein Jugendverbot, er wurde auch für die Dauer des Krieges verboten (Nr. 41795). Die Polizei München erteilte ihm ebenfalls ein Jugendverbot (Nr. 29883, 29884, 29885, 29886, 29887, 29888). Die Reichsfilmzensur Berlin erneuerte das Jugendverbot (Nr. 2766) am 5. Juli 1922.
Die Uraufführung fand daher erst am 28. oder 29. Oktober 1918 sowohl am U.T. Kurfürstendamm als auch am UT Nollendorfplatz statt, aber noch vor dem Waffenstillstand am 11. November 1918.
Noch im selben Jahr drehte Oswald den Film Dida Ibsens Geschichte – Ein Finale zum „Tagebuch einer Verlorenen“ von Margarete Böhme, der eine Fortsetzung des Themas darstellt.

## Verfügbarkeit
Der Film scheint noch erhalten zu sein.